# 九九式機炮
“九九式機炮”為日本海軍製造的空用機炮，為瑞士厄利孔FF機砲授權生產，普遍裝設於日本帝國海軍的各型軍機上。

## 簡歷
1938年（昭和13年）日本帝國海軍預定發展新一代艦載戰鬥機（即日後的零戰）。當時擔任日本海軍航空本部部長的山本五十六預見日後艦載戰鬥機有可能會需要攔截大型轟炸機，因此堅持新型機上必須裝備大口徑空用機炮。然而尋找可用空用機炮則早在1935年10月山本升任航空本部長時便開始，攔截日漸大型化的轟炸機成為海軍未來有可能面對的考量，由於當時日本國內並無現貨，因此轉向海外尋求可能樣本，由海軍航空本部技術部長和田操對各國產品做出調查，此時駐法武官提供了MG FF機炮的資料，海軍在確定新型機可承受極限後向瑞士的奧立崗公司提出了授權生產厄利孔FF的需求，並向其僱用部份技術人員前來日本協助生產。
1936年6月日本與瑞士簽訂契約，並在1937年由大日本兵器公司（當時稱為富岡兵器製作所）負責，1938年3月6名瑞士技師前來日本協助MG FF國產化，6月全日製的九九式機炮開始量產，同時也向英國僱用火藥技師協助生產新型20mm彈藥，而這些技師在日本與同盟國開戰後通通滯留日本並強迫協助開發九九式二型機炮。
九九式機炮的研發由於國外技術人員的協助下極為順遂，1939年即生產出第一批成品並裝配在當時在測試中的零戰上，雖然在早期測試時仍出現進彈不順或是彈藥品質不良的問題，但很快就完成改善，到1941年底對美開戰時九九式機砲已經是相當穩定的武器。日本海軍對這型武器感到滿意並進行量產，由於單一廠家產能不足，除了原本的大日本兵器公司外海軍的豐川海軍工廠、多賀城海軍工廠亦投入量產，到二戰結束前至少有6間兵工廠生產此款裝備，日後並持續改良生產至二戰結束。
九九式在二戰時期亦持續修改相關設計，前線一開始提出的問題是載彈量太少，在1942年夏季開始換裝100發彈鼓的改款；1943年春季時更隨零戰二二甲與五二型的推出將奧瑞岡FFL以九九式二號的代號投產，1943年秋季弹链給彈型的九九式二號四型進入前線服役，1944年後主要是朝向強化射速的改良方向進行，但相關款式未進入量產就以日本投降作終。

## 評價
九九式機炮的製造技術為第一代大口徑空用機炮設計，即反衝式進彈結構。反衝式雖然設計簡單，但是以後座力作為機槍連發射擊的力量來源使得槍身與裝載設施需要一定強度才不會被後座力給震壞，而1920年代採用鋼管甚至是木製骨架的戰鬥機無法承擔過大的後座力；為了將機炮安裝在1920年代的戰鬥機上，因此機炮除了減輕重量以外，還必須使用減裝藥的子彈來降低後座力對機體結構以及槍身的影響。如此一來雖然成功安裝在戰鬥機上，但是子彈的低初速以及短射程成為了1920年代大口徑空用機炮的原罪。但對原本機炮的設定目標：轟炸機仍然有效，不過面對1940年代的戰鬥機機炮的低初速盟軍戰鬥機用俯衝的速度甚至已經可以超越，但是短射程以及彈道急墜問題依舊存在，如此火力自然被大多數老練飛行員所詬病，當時飛行員甚至鄙稱九九式射出去的砲彈為小便彈（彈道快速下墜如同小便路徑）。

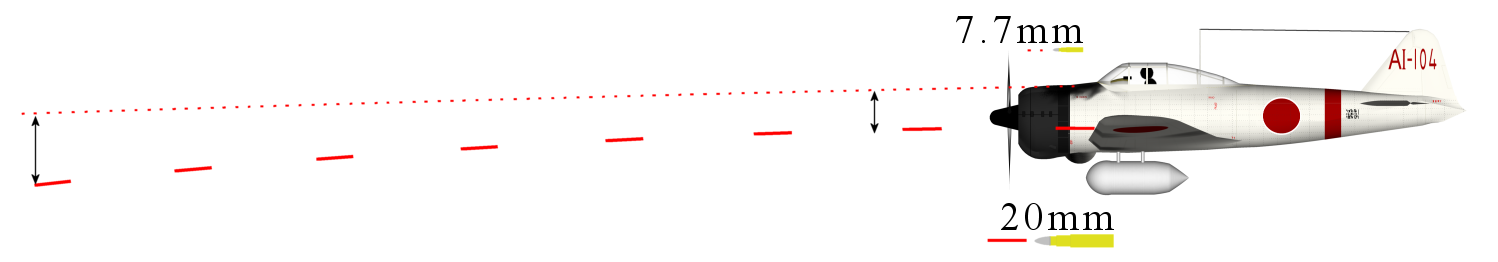
零戰武裝彈道對比

彈道快速墜落的問題同樣出現在德國的Bf 109戰鬥機上裝備的MG FF機炮（厄利孔20毫米機炮的德國授權自產型號）；德國面對這問題可以開發出MG 151機炮解決，日本雖然曾引進MG 151，但是電動進彈結構由於日本工業水平不足因此無法量產；無法解決工業問題因此日本改製造厄利孔20毫米機炮的長管版湊合使用（九九式二型）。
雖然20mm炮彈對戰鬥機有充足的破壞力，但是大多數的日本飛行員在尚未熟悉九九式機炮的特性前即遭擊落，而像是坂井三郎這類王牌飛行員則是極不信任這款武裝，寧願用以往的7.7mm機槍對付擁有防彈裝甲以及自封油箱的美軍戰機。雖然日本海軍在1942年秋季由橫須賀航空隊的花本清澄少校組成解決團隊，在測試調整機砲角度來彌補彈道問題；但核心問題仍是做為主力的零戰機體結構過於脆弱，採用高威力武器時注定會出現射擊平台不穩的現象，因此零戰之外機種的飛行員對射擊精度問題較少出現，但這款機炮在戰後被日本廣為宣傳成為輕戰機大火力的典範，實際在零戰上使用的操作者回憶評價自然有普遍不佳反映。
而面對轟炸機時，因為日本主要面對的對象初期是B-17轟炸機，後期轟炸日本本土的美軍主要是用B-29轟炸機為主。兩款機種機體防禦力都相當強韌，因此無論是一號砲或是二號砲都沒有發揮預期效果，面對這樣的困境日方雖試圖開發具有延時信管的炸裂彈，但是到戰爭結束前都尚未研發成功，只能依靠更大口徑的航空機砲來處理轟炸機問題。
除了飛行員本身不喜歡這裝備以外，後勤人員一開始也不喜歡這款機炮；雖然在機械結構上九九式的妥善率沒有問題，但是進彈結構與裝彈上對後勤是件苦差事，由於零戰機翼高度問題，後勤人員必須抱著一個重達30公斤的彈鼓以半蹲方式自零戰機翼下方塞進彈鼓並完成進彈，對後勤人員而言這種進彈方式負荷量大自然多所抱怨，後來製造單位從善如流，改用彈鏈進彈解決這個後勤困擾。

## 主要使用型號
| 名稱       | 九九式一號一型               | 九九式一號三型                 | 九九式二號三型                     | 九九式二號四型                                             |
| 彈藥搭載量 | 60發彈鼓                     | 100發彈鼓                      | 100發彈鼓                          | 125發金屬彈鏈                                              |
| 使用機種   | 零戦一一型、二一型、二式水戰 | 零戦三二型、二二型、紫電一一型 | 零戦二二型甲、五二型、紫電一一型甲 | 零戦五二型甲以後、雷電、紫電一一型乙、紫電二一型（紫電改） |